# Solana State Forest
La Solana State Forest est une aire protégée américaine dans le comté d'Aitkin, au Minnesota.